# فدراسیون بسکتبال اوکراین
فدراسیون بسکتبال اوکراین (اوکراینی: Федерація баскетболу України) نهاد اداره کننده ورزش بسکتبال در کشور اوکراین است. این فدراسیون که در سال ۱۹۹۲ تاسیس شده مقر آن در شهر کی‌یف قرار دارد.